# Spiraea trichocarpa
Spiraea trichocarpa är en rosväxtart som beskrevs av Takenoshin Nakai. Spiraea trichocarpa ingår i släktet spireor, och familjen rosväxter. Inga underarter finns listade i Catalogue of Life.